# Tabanus leucohirtus
Tabanus leucohirtus är en tvåvingeart som beskrevs av Ricardo 1909. Tabanus leucohirtus ingår i släktet Tabanus och familjen bromsar. Inga underarter finns listade i Catalogue of Life.